# Zgornje Pobrežje
Zgornje Pobrežje este o localitate din comuna Rečica ob Savinji, Slovenia, cu o populație de 104 locuitori.